# Distretto di Balaklija
Il distretto di Balaklija (in ucraino Балаклійський район?) era un distretto (rajon) dell'Ucraina, situato nell'oblast' di Charkiv. Il suo capoluogo era Balaklija. È stato soppresso con la riforma amministrativa del 2020.